# Улица Ильича (Новосибирск)
Улица Ильича́ (прежнее название — бульвар О́тдыха) — улица в Верхней зоне Новосибирского Академгородка, входящего в состав Советского района Новосибирска. 
Начинается от Морского проспекта, заканчивается, образуя перекрёсток с Университетским проспектом, улицей Пирогова и тропинкой академика И. Н. Векуа. С чётной стороны к улице Ильича примыкают Цветной и Весенний проезды, с нечётной стороны — улица без названия. Нумерация домов увеличивается в сторону Университетского проспекта.

## Архитектурные объекты

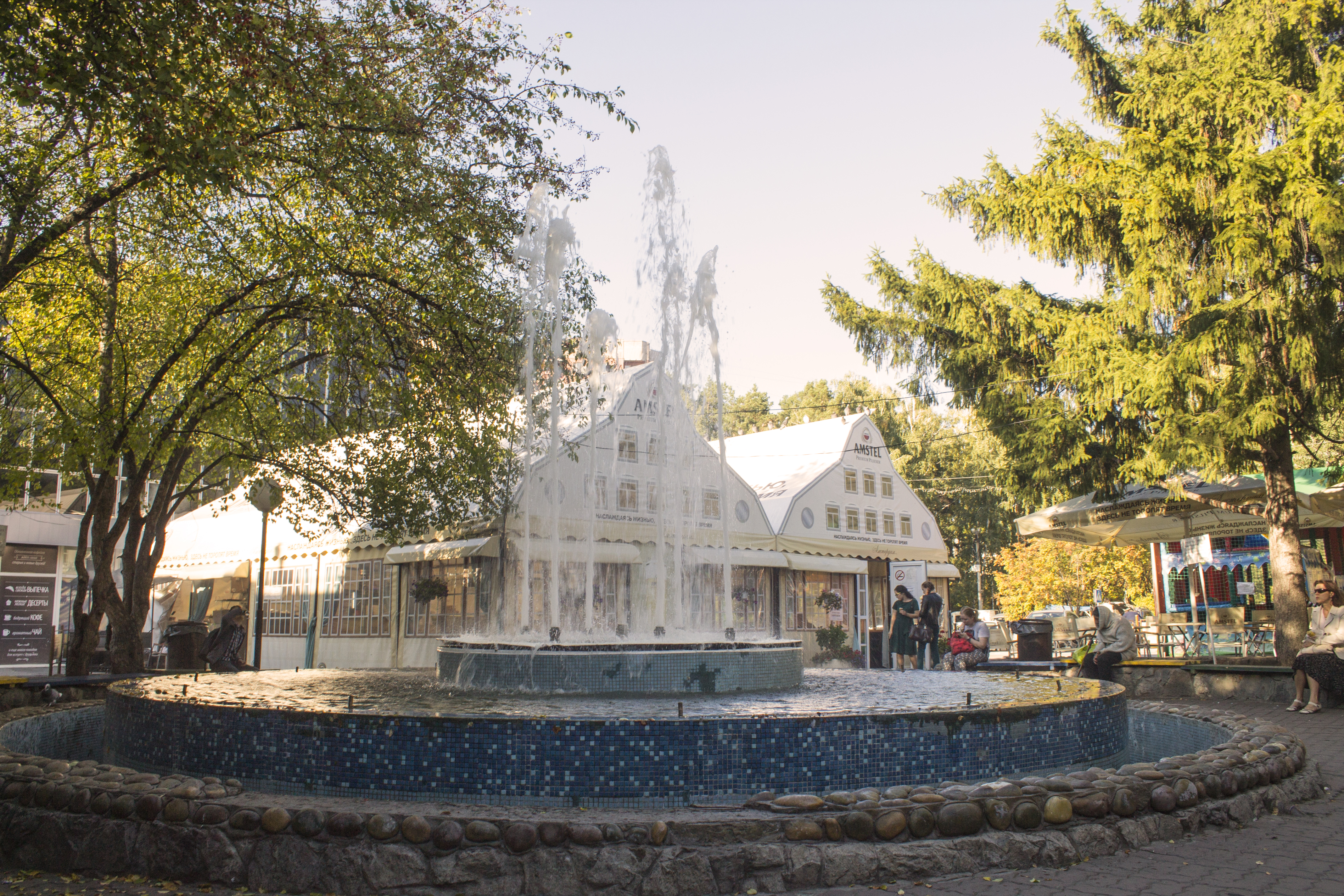

- Дом культуры «Академия» — здание, в котором находится кинотеатр с одноимённым названием, собственно дом культуры и некоторые другие организации.
- Торговый центр Академгородка — общественно-торговый комплекс, сооружённый в 1964 году. В центре полуоткрытого дворика комплекса находится фонтан[2]. В 1967 году проект принимал участие во всемирной выставке в Монреале[3].
- Гостиница «Золотая долина» — восьмиэтажное здание, построенное в 1966 году. Главный фасад гостиницы обращён к Весеннему проезду, боковые фасады обращены к улице Ильича и Цветному проезду, к заднему фасаду пристроено двухэтажное административное здание[4].

## Памятники
Между Цветным проездом и улицей Ильича возле ДК «Академия» находится памятник «Вальс Победы».

## Организации
- Почтовое отделение № 90
- «Синар» — сеть магазинов одежды

## Транспорт
На улице расположена остановка «Гостиница Золотая долина», обслуживаемая автобусом № 280 (Цветной проезд–Каинская Заимка) и маршрутным такси № 380 (28) с аналогичным маршрутом.

## Муравьиный лес
На нечётной стороне улицы располагается лес, в котором на площади 4 га находится около 270 муравейников.

## Галерея

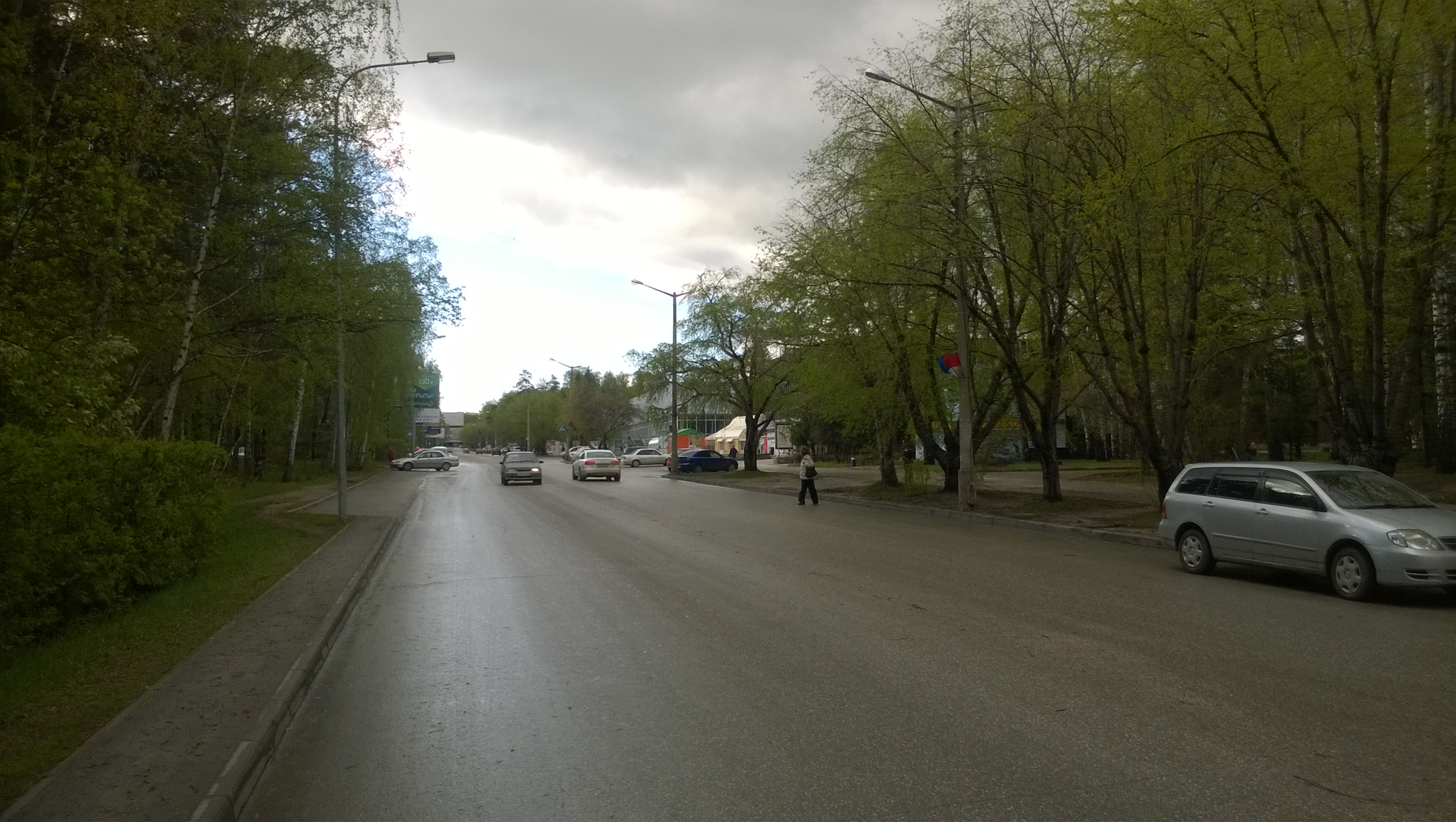
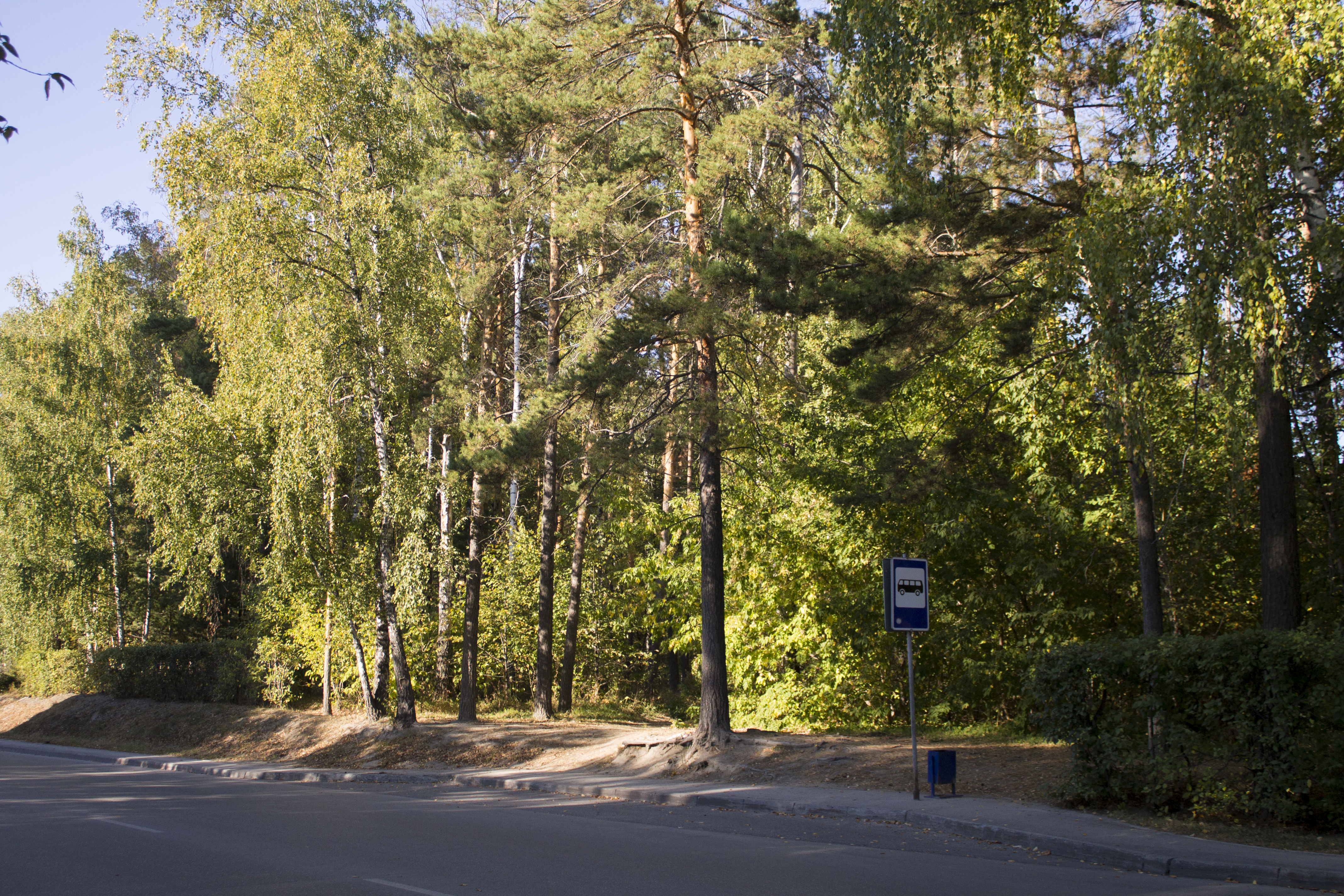
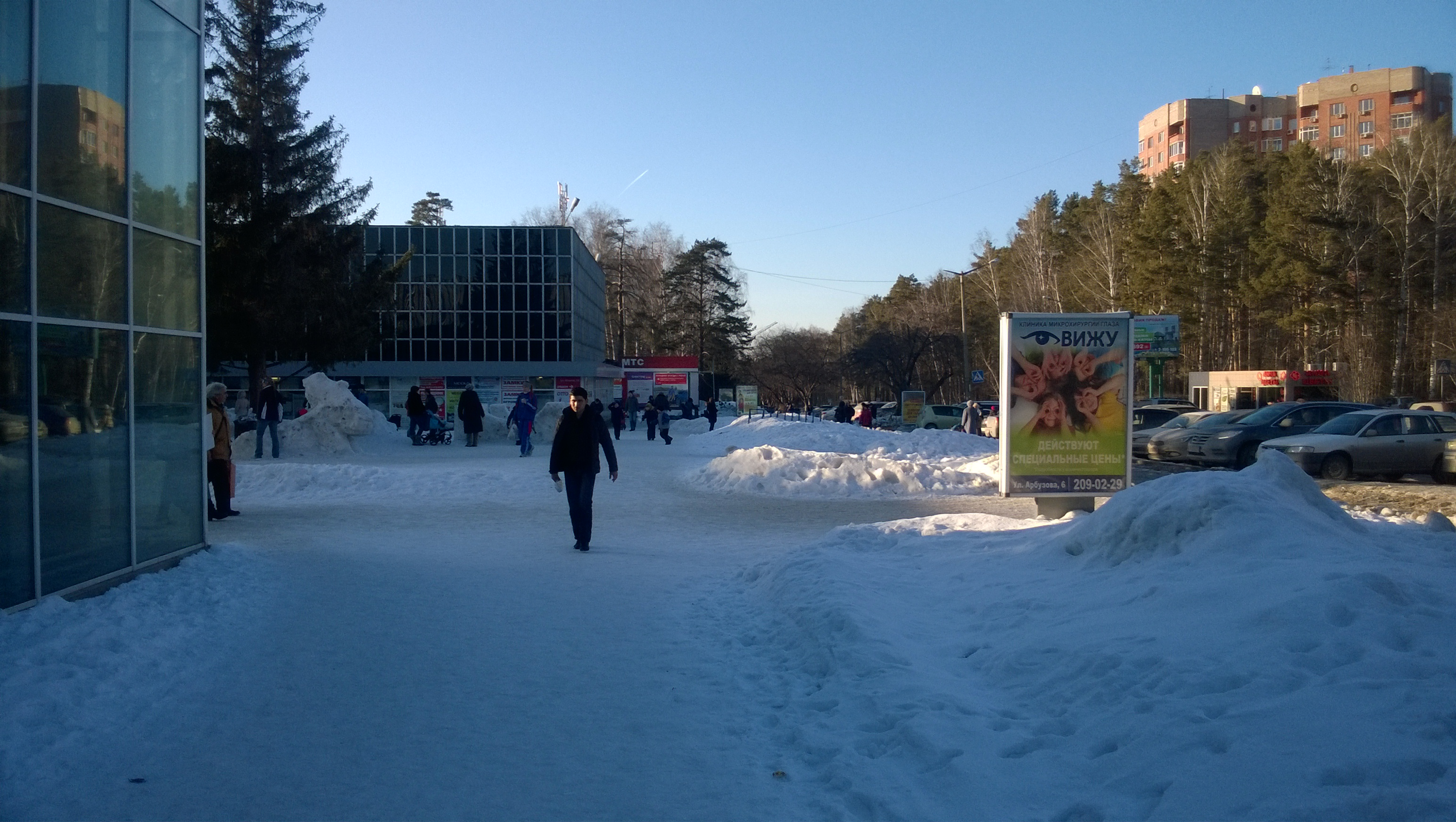
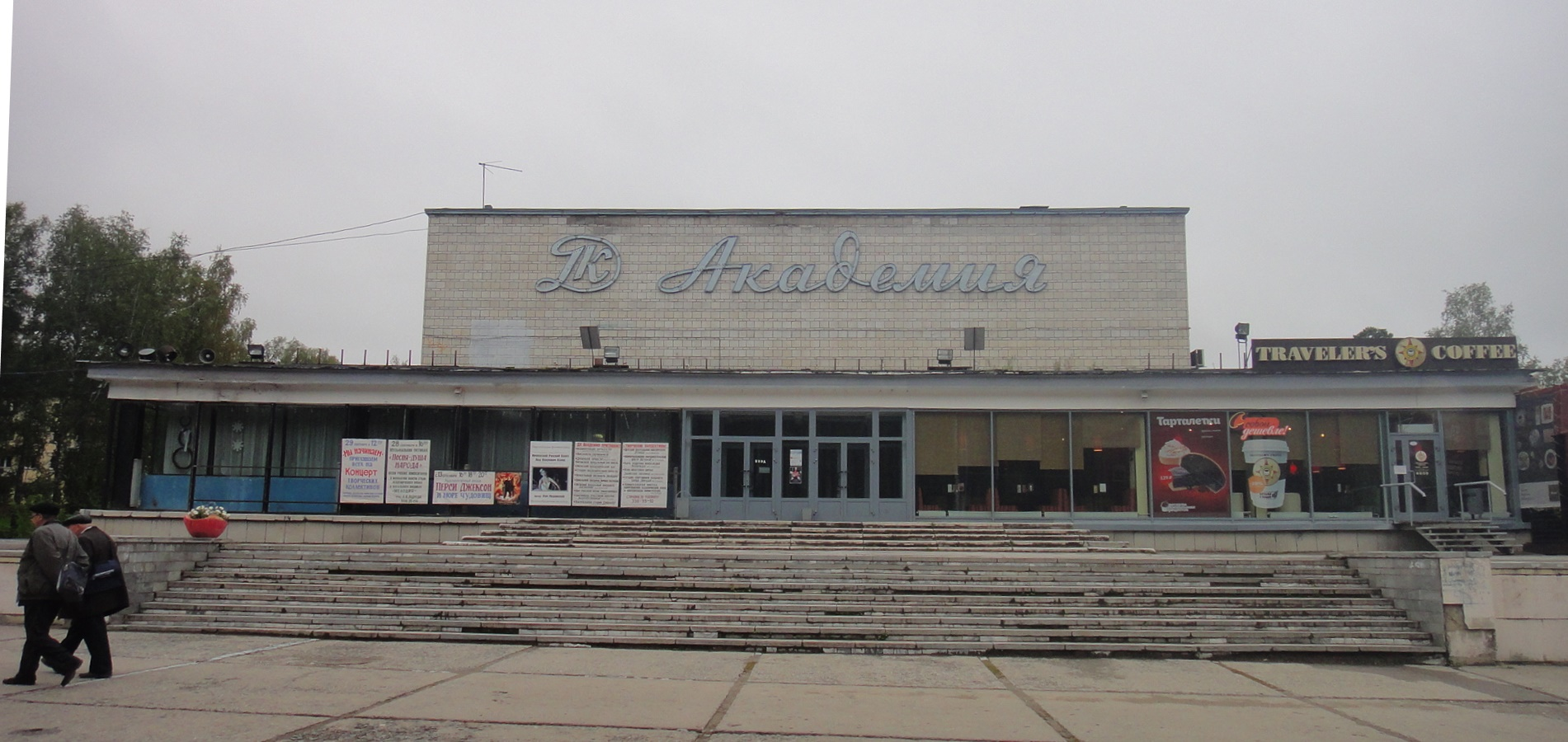
ДК «Академия»
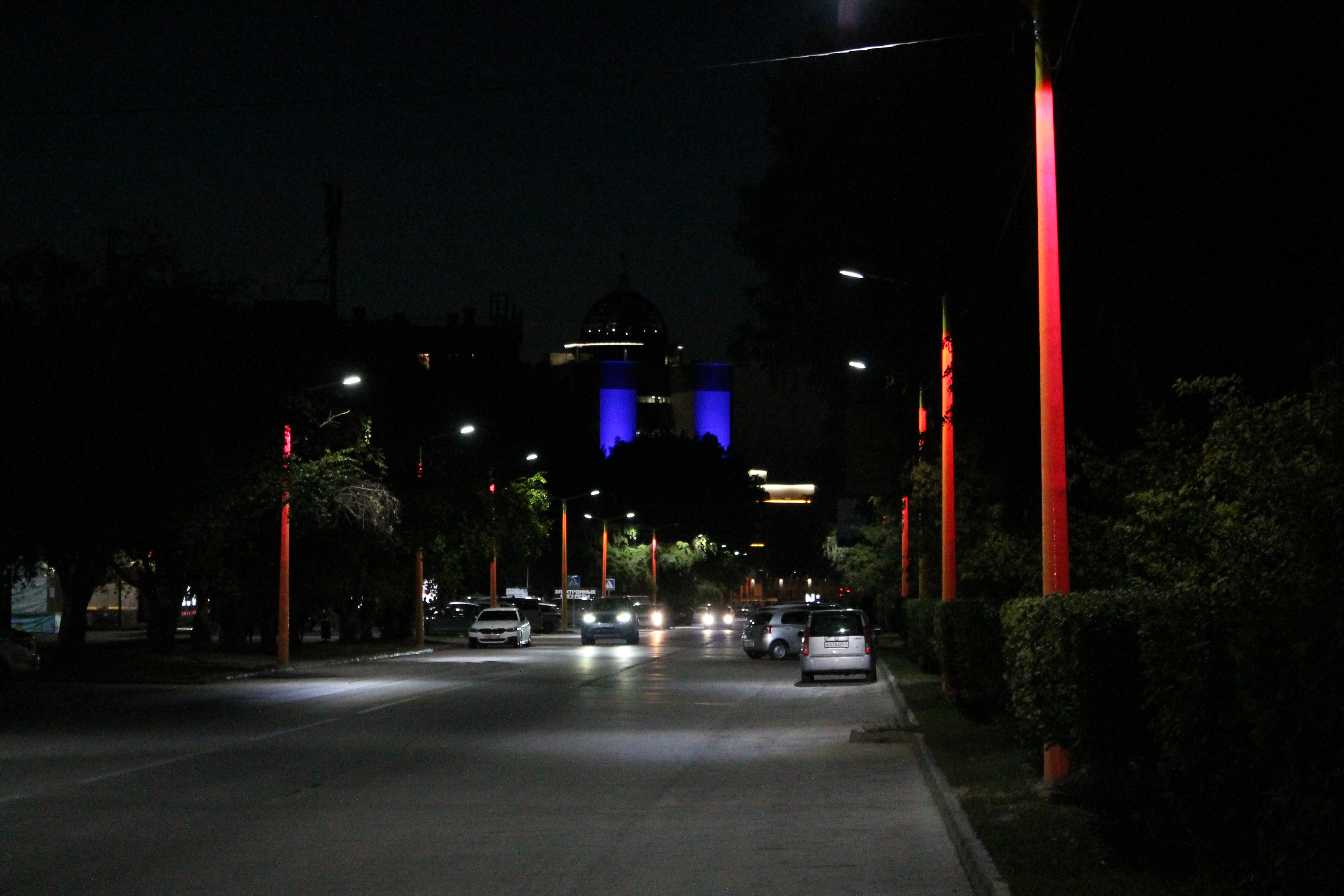
Улица Ильича ночью